# Komisja Wykonawcza (Francja)
Komisja Wykonawcza – organ, będący kolegialną głową państwa Drugiej Republiki francuskiej pomiędzy 6 maja a 28 czerwca 1848 roku.
W jej skład wchodzili:
- François Arago
- Louis-Antoine Garnier-Pages
- Alphonse de Lamartine
- Alexandre Ledru-Rollin
- Pierre Marie de Saint-Georges.